# Abel Albert
Abel Albert (n. 31 ianuarie 1873, Paris, Île-de-France, Franța – d. 27 septembrie 1919, Paris, Île-de-France, Franța) a fost un jucător de rugby în XV ce a reprezentat Franța, medaliat olimpic. A participat la o ediție a Jocurilor Olimpice (1900) în care a câștigat o medalie de aur.

## Participări
Lista de mai jos prezintă principalele competiții la care a participat Abel Albert de-a lungul carierei.
- Jocurile Olimpice de vară din 1900[4]